# Team Hoi
Team Hoi was een Nederlands team van computerspelontwikkelaars dat actief was van de jaren 1980 tot de jaren 2000.

## Proloog / Trivia
In 1988 vormden de bevriende programmeurs Reinier van Vliet en Pieter Opdam uit Alphen aan den Rijn een Amiga game development team met de bevriende graficus Metin Seven en componist Ramon Braumuller, uit respectievelijk Bussum en Naarden. Allen hadden een Commodore 64 achtergrond.
Metin kwam in 1987 in contact met Reinier in Alphen aan den Rijn via Arnold van der Veen Meerstadt, die reageerde op een krantenadvertentie waarin Metin zijn Amiga 1000 te koop aanbood om de toen net verschenen Amiga 2000 te kunnen kopen. Arnold en Metin bleven als vroege Amiga-bezitters in contact met elkaar, en Arnold zat op school bij Reinier van Vliet en Pieter Opdam, die al bezig waren met games programmeren voor de Amiga. Metin was op zoek naar capabele mensen om een creatief team mee te vormen, en schreef een brief aan Reinier, die samen met Pieter positief reageerde.
De naam van het team was aanvankelijk Soft Eyes (ook wel geschreven als 'SoftEyes'), en men startte met het ontwikkelen van games voor de Commodore Amiga. Metin bedacht de naam 'Soft Eyes'. De meeste ontwikkelaars hadden iets met 'soft' (van software) in hun naam, en Soft Eyes was een woordspeling op soft ice, waarbij Soft Eyes ook een verwijzing vormde naar oogstrelende beelden.
Reinier had toen al enkele internationaal uitgegeven games ontwikkeld, met als debuut de Amiga-game Bouncer, die werd uitgegeven door Diamond Games / Robtek in 1987, waarmee Reinier de eerste Nederlandse Amiga game developer werd, en een van de eerste Nederlandse game developers.
Alle leden zaten indertijd nog op school, en Metin en Reinier reisden enkele malen in weekends naar Londen om op de Personal Computer World Show (PCW Show) en de European Computer Trade Show (ECTS) contact te leggen met Britse uitgevers, zoals Ocean Software, Elite en Hewson. Verder stuurde Metin per post vele brieven en demo-diskettes naar potentiële buitenlandse uitgevers, aangezien er toentertijd in Nederland nog geen uitgever van games was.
Naast hun eerste game development projecten waren Metin, Ramon en Reinier ook actief als leden van the Digital Force International (DFI), een Amiga Demoscene-groep die indertijd bekend werd met een populaire reeks a capella raps in de vorm van module-muziek (mods), samengesteld uit korte, ingezongen sound samples.
In het verlengde van zijn werk aan de games werkte Metin rond 1990 ook aan diverse graphics voor een andere Nederlandse game developer: Radarsoft. Metin verzorgde voor Radarsoft onder meer graphics voor een Philips video-wall op de Firato Audio & Video expo in het Amsterdamse RAI complex, en voor Sleutelpositie, een op maat gemaakte MS-DOS game voor een klant van Radarsoft.
De Radarsoft-opdrachten werden geleid door Cees Kramer en bemiddeld door Comic House, een Amsterdams agentschap voor illustratoren en animators, dat indertijd ook een studio had in het hart van Amsterdam, waar Metin ook meewerkte aan de eerste volledig met een computer geproduceerde animatieserie voor kinderen, genaamd 'Mannetje & Mannetje', geproduceerd door de striptekenaars Hanco Kolk en Peter de Wit. Mannetje & Mannetje werd van 1989 tot 1994 op televisie uitgezonden in VPRO's Villa Achterwerk.

## Ragnov
In 1988 verspreidde Team Hoi — toen nog Soft Eyes — een demo-versie van het eerste Commodore Amiga game-project genaamd Ragnov, een '8-way scroller' waarin je een figuurtje met een jetpack bestuurde. Ragnov had een split-screen mode voor twee spelers. Software verspreiden ging indertijd — jaren voor het publieke internet — door op bijeenkomsten diskettes te kopiëren, diskettes per post te versturen en via Bulletin Board Systemen.
De ontwikkeling van Ragnov werd gestaakt nadat Reinier kort na de demo-versie alle code kwijtraakte door een backup-ongeluk, waarop Team Hoi / Soft Eyes besloot om niet opnieuw te beginnen met Ragnov, en in 1989 startte met de ontwikkeling van de shoot 'em up game Venom Wing.

## SIDmon en Digital Mugician

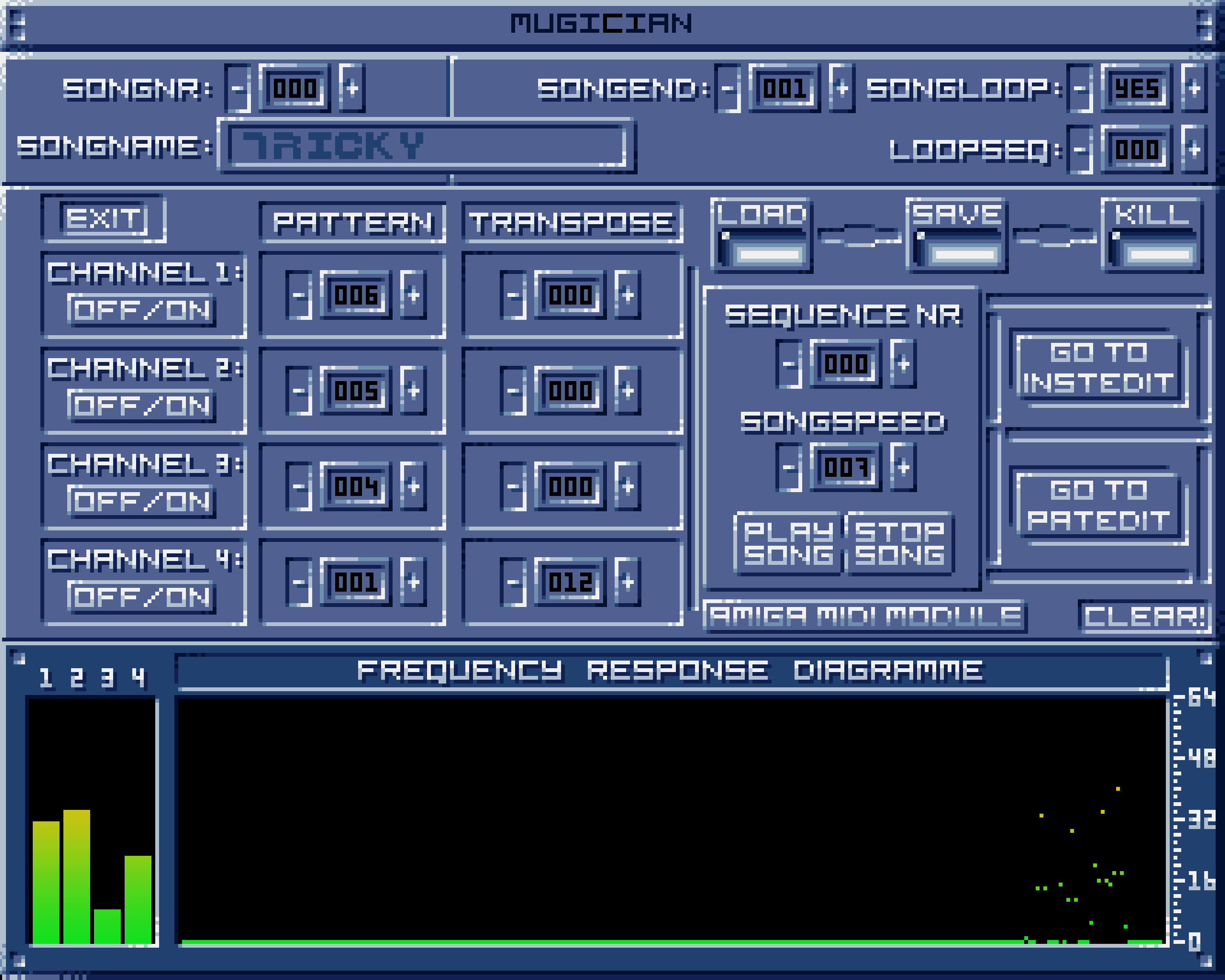
Main interface van de Digital Mugician Amiga music editor.

Team Hoi — nog Soft Eyes genaamd — ontwikkelde eind jaren 80 ook twee Amiga-muziekeditors, aanvankelijk voor gebruik in eigen games: SIDmon — de titel refereert naar de veelgeprezen SID audio chip van de Commodore 64 — en Digital Mugician.
SIDmon was de eerste muziek-editor voor de Amiga met synthetisch gegenereerde sounds naast sound samples. De synthetische sounds namen veel minder RAM in beslag dan sound samples, waardoor de SIDmon output zeer bruikbaar was in games. Metin schreef de handleiding voor SIDmon, dat in 1989 werd uitgegeven door het Duitse Turtle Byte, en daar nooit iets voor heeft uitgekeerd. Metin en Reinier reisden nog met de trein naar de Amiga '89 jaarmarkt in Keulen om Turtle Byte te benaderen over de niet uitgekeerde vergoeding, maar dit liep op niets uit. Enkele jaren later, in 1991, bracht Turtle Byte met behulp van een andere programmeur een ongeoorloofd tweede deel van SIDmon uit.
De ten opzichte van SIDmon technisch en visueel verfijnde muziek-editor Digital Mugician werd in 1990 uitgegeven door Thalamus Ltd, die ook Team Hoi's Venom Wing uitgaf. Thalamus liet voor de Digital Mugician doos en advertentie artwork vervaardigen door de bekende Fantasy-artiest Oliver Frey. Metin schreef weer de handleiding en voerde enige verfijningen uit in de door Reinier opgezette Digital Mugician user interface.
Versie 2 van Digital Mugician bevatte een techniek die het mogelijk maakte om de vier kanalen van de Amiga's Paula audio-chip met behulp van de 68000 CPU uit te breiden met drie extra kanalen, zonder het hoorbare kwaliteitsverlies van een andere techniek uit die tijd: het splitsen van de vier Amiga-audiokanalen. De enige andere Amiga music editor die de 7-kanaals techniek hanteerde was Chris Hülsbeck's TFMX editor, gebruikt in onder meer de titelmuziek van Turrican II.
Team Hoi gebruikte eerst SIDmon en later Digital Mugician voor de muziek in hun games. Digital Mugician werd na de publicatie ook gebruikt door andere commerciële game-ontwikkelaars. Zo gebruikte Codemasters Digital Mugician voor The Quest of Agravain.
Digital Mugician werd gerecenseerd in het Nederlandse Amiga Magazine, uitgave juni / juli 1991.
Jaren later, in 1998, ontwikkelde Reinier een derde muziek-editor, genaamd Syntrax (ook bekend als Jaytrax) voor Windows, Pocket-pc en Symbian, gebruikmakend van de verbeterde hardware om complexere synth sounds te kunnen genereren. Metin creëerde een intro-afbeelding voor Syntrax.

## Venom Wing
Team Hoi — nog Soft Eyes genaamd — wist met hun Shoot 'em up game Venom Wing (ook wel geschreven als Venomwing) voor de Commodore Amiga de interesse te wekken van het gerenommeerde Britse softwarehuis Thalamus Ltd, die de game in 1990 wereldwijd uitgebracht op 3,5 inch diskettes. Het Britse magazine The Games Machine kende Venom Wing in augustus 1990 een score van 80% toe.

## Borobodur
In 1994 verliet programmeur Pieter Opdam Soft Eyes om in Groot-Brittannië bij de games-uitgever Team 17 aan de slag te gaan, waar hij onder meer meewerkte aan Worms games. Metin en Reinier werkten voor Pieters vertrek nog mee aan enkele games van Pieter, waaronder Borobodur, die in 1992 door Thalamus Ltd werd uitgebracht. De overgebleven Soft Eyes teamleden — Reinier van Vliet, Metin Seven en Ramon Braumuller — veranderden hun naam in Team Hoi rondom de ontwikkeling van het platformspel Hoi.
Na zijn vertrek naar Groot-Brittannië veranderde Pieter zijn voornaam in Peter, en wordt ook wel "Pete" genoemd.
Reinier, Ramon en Metin waren liefhebbers van Japanse games, en de makers van Sonic the Hedgehog noemden zich Sonic Team, ook wel 'Team Sonic'. Mede daarom besloten Reinier, Ramon en Metin om de teamnaam Soft Eyes te veranderen in Team Hoi, ook omdat Hoi de tot dusver meest succesvolle en bekendste game van Reinier, Metin en Ramon was.

## Hoi
In de zomer van 1992 werd Hoi wereldwijd op de markt gebracht voor de Commodore Amiga op twee 3,5-inch diskettes, waarbij de Europese distributie werd verzorgd door het Britse bedrijf The Software Business. Hoi werd positief ontvangen door diverse internationale computertijdschriften, waaronder het populaire Britse games-magazine The One, dat de game een score van 90% toekende.
Hollyware betaalde na een voorschot van US$ 200 geen royalty's meer uit aan Team Hoi, ondanks herhaaldelijke beloften dat de eerstvolgende overmaking spoedig zou volgen, waardoor in totaal ruim tweeënhalf manjaren nagenoeg onbetaald bleven.
Rond de tijd dat Hoi uitkwam werd Team Hoi geïnterviewd op nationale televisie bij de zender Veronica.
Toen in 1993 inmiddels duidelijk was dat Hoi geen opbrengst meer zou genereren voor Team Hoi, besloten de ontwikkelaars om gratis een speciale editie van Hoi uit te geven — de Hoi AGA Remix — voor de indertijd net uitgekomen AGA Amiga's (Advanced Graphics Architecture).

## Peanutbutter Power Game
Team Hoi's Peanutbutter Power Game was in 1992 het eerste Nederlandse computerspel dat speciaal voor reclame-doeleinden werd vervaardigd, met als eerste toepassing een televisie-commercial waarin het spel centraal stond, en waarbij een debuterende jonge Lieke van Lexmond het spel speelde. De Commodore Amiga game werd door Team Hoi in opdracht van het Amsterdamse agentschap Top Drawers gecreëerd voor het reclamebureau Ogilvy & Mather, dat was ingehuurd door Calvé / Unilever.
Doordat de Peanutbutter Power Game echt speelbaar was kon deze worden ingezet voor verdere promotie-activiteiten. De game werd door kinderen gespeeld in het populaire RTL-televisieprogramma Telekids — gepresenteerd door Irene Moors — waarbij de spelers hun lengte in opeengestapelde potten pindakaas konden winnen.
Reinier en Metin waren aanwezig bij de opnamen van zowel de televisiecommercial als Telekids, en de game werd live opgestart vanuit de Amiga-Assembler. Later raakte de broncode kwijt door een backup-ongeluk, waardoor het spel alleen nog werkend te zien is in tv-beelden, zoals de Calvé pindakaas-commercial.

## Hoi sAGA
Begin 1993 bracht Team Hoi een demo-trilogie getiteld Hoi sAGA  uit voor de nieuwe generatie AGA (Advanced Graphics Architecture) Amiga's, waarvan de eerste twee delen — Planet Groove en Mindwarp — de eerste twee AGA demo's ter wereld waren. Commodore had indertijd nog geen documentatie van de AGA chipset gepubliceerd, maar Team Hoi ontwikkelaar Reinier van Vliet ontdekte zelf de nodige nieuwe chip-registers die hij hanteerde in de demo's.
Demo's vormden een geliefd medium om de capaciteiten van zowel computers als ontwikkelaars te demonstreren. De subcultuur is bekend onder de noemer Demoscene.
De Hoi sAGA demo's werden wereldwijd verspreid via Bulletin board systemen en onderling kopieerwerk. De demo's werden ook veelvuldig vertoond in computerzaken zoals Dixons en Funtronics (later overgegaan in Paradigit).

## Cognition
Cognition was een kleinschalig puzzelspel dat door Team Hoi werd ontwikkeld tussen hun games Hoi en Clockwiser door. Cognition werd in 1993 uitgegeven door Divo, de Nederlandse uitgever van de toenmalige tijdschriften Amiga Magazine, STart, en later MacFan.

## Clockwiser
Het puzzelspel Clockwiser was Team Hoi's eerstvolgende hoofdproject na Hoi. Aan de bevriende PC-programmeur Peter Schaap werd gevraagd om een MS-DOS en Windows conversie te verzorgen, hetgeen hij op zich nam.
Clockwiser werd in 1994 door de Britse uitgever Rasputin Software uitgegeven voor de Amiga, AGA Amiga, CD32 console, MS-DOS en Windows. De game werd net als Hoi warm ontvangen door de internationale games-pers. Het Britse CU Amiga (voorheen Commodore User) magazine kende Clockwiser een score van 82% toe.. Net als bij Hoi bleek ook de uitgever Rasputin geen royalty's uit te keren, ondanks verschillende aanmaningen van Team Hoi.

## Moon Child
In 1995 waren de Team Hoi ontwikkelaars Reinier van Vliet en Metin Seven inmiddels gedwongen om in loondienst te gaan bij het Gooise mediabedrijf Valkieser, door de herhaaldelijke financiële pech van niet uitbetaalde royalty's voor hun voorgaande games. Ze startten bij Valkieser een semi-onafhankelijke game development afdeling genaamd The Games Department. Omdat Valkieser geen fulltime baan kon aanbieden aan Team Hoi's componist Ramon Braumuller werd hij als freelancer ingehuurd.
Het platformspel Moon Child was Team Hoi's onofficiële vervolg op de game Hoi. Moon Child werd aanvankelijk ontwikkeld voor de AGA-generatie (Advanced Graphics Architecture) Amiga computers, maar in overleg met het Valkieser management werd Windows als platform gekozen omdat de Amiga indertijd na het faillissement van Commodore in 1994 niet commercieel levensvatbaar meer werd geacht.
In het voorjaar van 1997 werd Moon Child in Nederland op cd-rom gepubliceerd door Valkieser, terwijl er werd gezocht naar internationale distributeurs. Moon Child kreeg in een recensie van de TV-Krant een waardering van 9 uit 10, en werd na inzending in september 1997 genomineerd voor een EMMA Award, die jaarlijks werden uitgereikt tijdens MIPTV's Milia festival te Cannes.
Terwijl de Publishing-afdeling van Valkieser nog bezig was om internationale distributeurs te vinden braken er moeilijke tijden aan voor de Valkieser Group. Het medialandschap was aan het veranderen, en Valkieser moest onder meer de financiële tegenslag verwerken van een investering in authoring-faciliteiten voor het geflopte Philips Cd-i. Hierdoor was Valkieser genoodzaakt tot een ingrijpende ontslagronde, waarbij nog niet gevestigde afdelingen zoals The Games Department en Valkieser Publishing moesten sneuvelen. Moon Child werd hierdoor nooit internationaal uitgebracht, maar bleek later in het circuit van gekopieerde games wel wereldwijd te zijn verspreid.
Valkieser bleef nog een aantal jaren voortbestaan, en ging later over in het facilitaire bedrijf United.

## Brand Slakkenrace
Reinier en Metin verplaatsten zich van Valkieser naar het bedrijf Spin Multimedia in Weesp, waar ze hun samenwerking voortzetten in de multimedia development afdeling genaamd Jaytown, onder meer werkend aan games voor commerciële promotiecampagnes. Onder de door Jaytown uitgegeven titels bevond zich een Windows-cd-rom-game voor Brand bier: de Brand Slakkenrace, uitgegeven in 1998 als verlengde van een Brand bier-commercial waarin een slak de hoofdrol speelde.

## Yin Hung
In 1998 keerde Metin terug naar zijn freelancers-bestaan van voor Valkieser. In 2003 werkte hij nog eenmaal samen met Reinier, die inmiddels mobiele games ontwikkelde voor het Amsterdamse bedrijf Overloaded. Samen ontwikkelden ze voor Overloaded de mobiele game Yin Hung voor het Symbian besturingssysteem, dat onder meer werd gehanteerd door de Nokia N-Gage.

## Epiloog
Metin, Ramon en Reinier bleven vrienden, maar gingen in de jaren 2000 elk hun eigen weg. Reinier werkte nog enige tijd voor Overloaded, en verschoof daarna van mobiele games naar mobiele applicaties voor diverse bedrijven. Ramon bleef muziek maken, en werkte samen met een partner aan onder meer commercials en documentaires. Metin werkte als 3D freelancer onder meer aan een interactieve animatieserie voor de VPRO, genaamd Tattletoons , waarbij kinderen online het verhaal konden sturen. Verder illustreerde hij voor diverse tijdschriften, waaronder Computable, Computer!Totaal, Elsevier Weekblad, Emerce, Esquire, Intermediair en PC-Active. Vanaf midden jaren 2000 was Metin onder zijn bedrijfsnaam en pseudoniem Seven's Heaven jarenlang cartoonist voor het NRC.next dagblad en de NU.nl nieuwssite. In de jaren 2010 ontwierp en visualiseerde Metin speelgoedfiguren voor verschillende internationale promotiecampagnes, en in de vroege jaren 2020 was Metin enige tijd Technical Artist voor de Blender Foundation.

## Titels
Games en applicaties ontwikkeld door Team Hoi:
| Naam                    | Jaar | Uitgever                |
| ----------------------- | ---- | ----------------------- |
| Ragnov (demo)           | 1988 | Soft Eyes / Team Hoi    |
| SIDmon                  | 1989 | Turtle Byte             |
| Venom Wing              | 1990 | Thalamus Ltd            |
| Digital Mugician        | 1990 | Thalamus Ltd            |
| Borobodur               | 1992 | Thalamus Ltd            |
| Hoi                     | 1992 | Hollyware Entertainment |
| Peanutbutter Power Game | 1992 | Calvé / Unilever        |
| Hoi AGA Remix           | 1993 | Team Hoi                |
| Cognition               | 1993 | Divo                    |
| Clockwiser              | 1994 | Rasputin Software       |
| Moon Child              | 1997 | Valkieser               |
| Brand Slakkenrace       | 1998 | Brand Bierbrouwerij     |
| Yin Hung                | 2003 | Overloaded              |

Demoscene demo's ontwikkeld door Team Hoi:
| Naam          | Jaar | Uitgever |
| ------------- | ---- | -------- |
| Planet Groove | 1993 | Team Hoi |
| Mindwarp      | 1993 | Team Hoi |
| Hoi sAGA III  | 1994 | Team Hoi |